# Tour-porte de l'Hôpital civil de Strasbourg
La porte de l'Hôpital – Spitål-Tor en alsacien – est une ancienne porte de l'enceinte médiévale de Strasbourg construite au XIIIe siècle.
Située à l'entrée de la place de l'Hôpital, elle est classée monument historique depuis 1929.

## Localisation
Ce bâtiment est situé au 9, place de l'Hôpital à Strasbourg.

## Historique

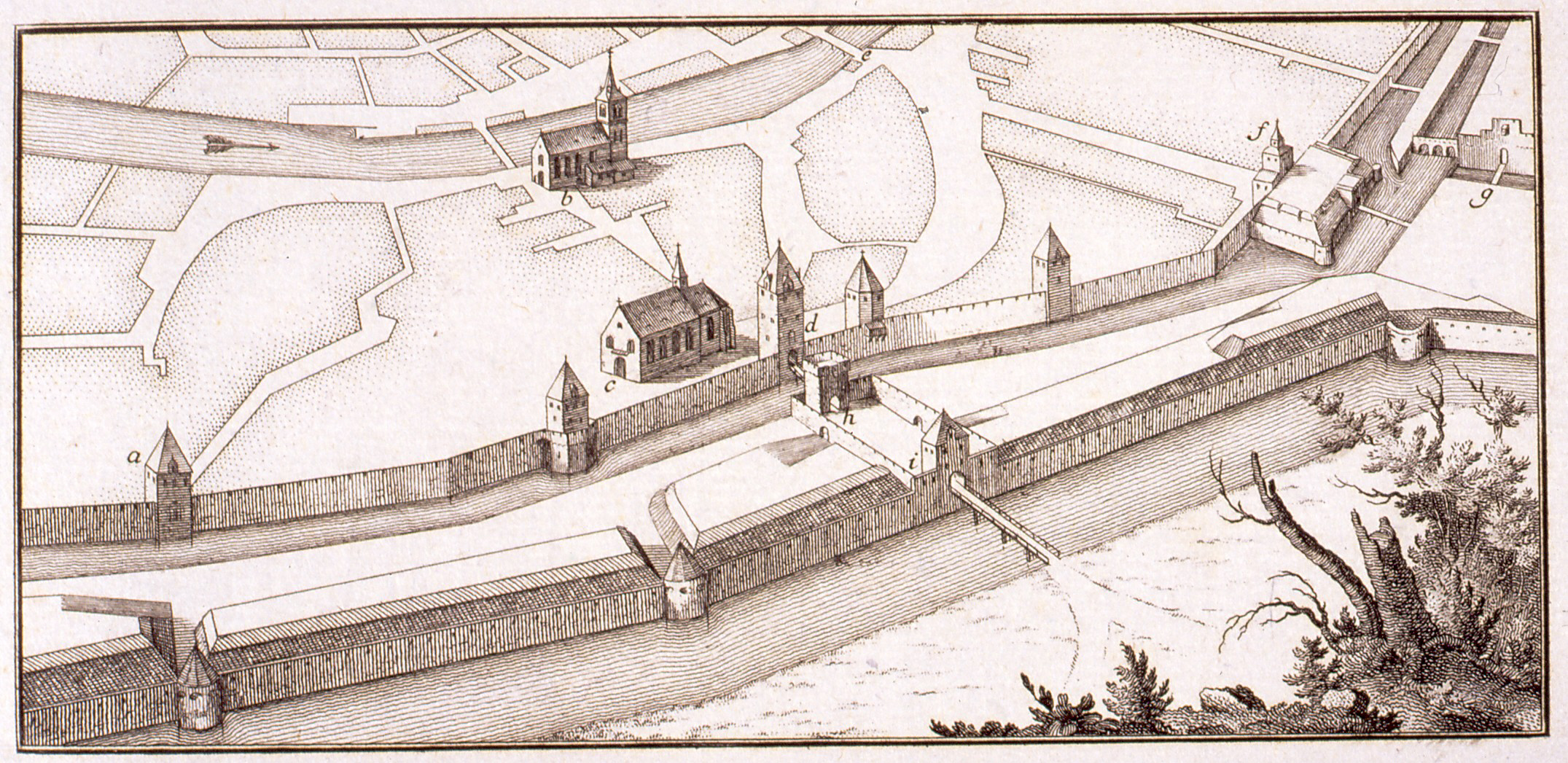
Gravure de Jean-Martin Weis représentant la porte de l'hôpital (éd. 1775)

L'édifice fait l'objet d'une inscription au titre des monuments historiques depuis 1929.